# Župnija Bukovica
Župnija Bukovica je rimskokatoliška teritorialna župnija dekanije Šempeter škofije Koper.

## Sakralni objekti
- župnijska cerkev sv. Lovrenca